# National Football League Cheerleading

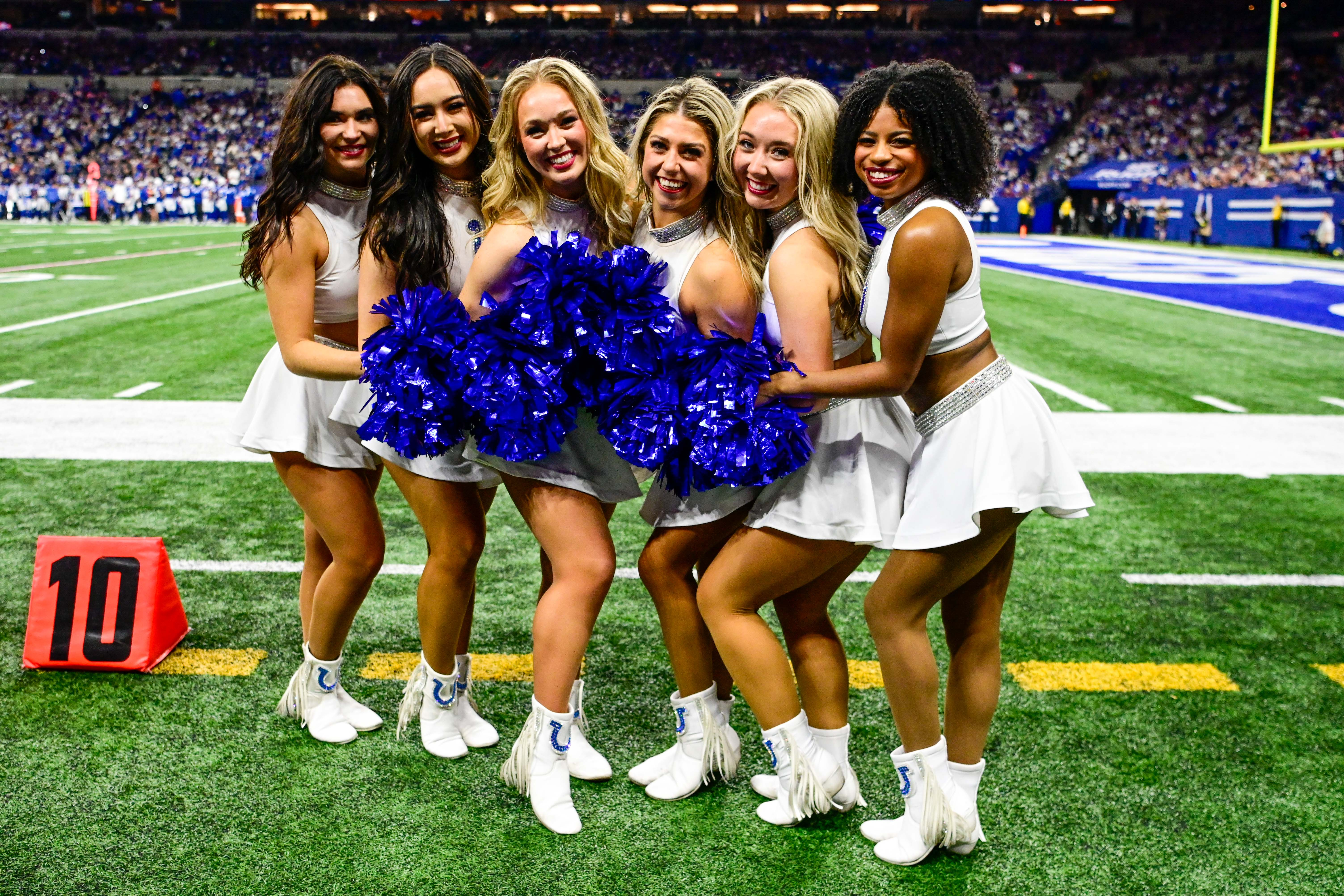
O Indianapolis Colts foi o primeiro time da NFL a ter líderes de torcida quando era conhecido como Baltimore Colts.

A National Football League Cheerleading, ou simplesmente NFL Cheerleading, é a liga de cheerleading profissional dos Estados Unidos da América. Muitas equipes participantes da NFL, possuem suas equipes de cheerleading. As cheerleaders (conhecidas como animadoras de torcida, no Brasil) são grandes atrações que dão cobertura aos seus times, além do crescimento da imagem na mídia.

## Equipes
Segue a lista de equipes de cheerleaders, com a equipe de futebol da NFL correspondente:
| Nome                                                                         | Estabelecimento                                                                     | Equipe da NFL        |
| ---------------------------------------------------------------------------- | ----------------------------------------------------------------------------------- | -------------------- |
| Arizona Cardinals Cheerleaders                                               | 1977                                                                                | Arizona Cardinals    |
| Atlanta Falcons Cheerleaders                                                 | 1976                                                                                | Atlanta Falcons      |
| Baltimore Ravens Cheerleaders                                                | 1998                                                                                | Baltimore Ravens     |
| Buffalo Jills                                                                | 1967 (existiu como Buffalo Bills Cheerleaders de 1960 a 1965)                       | Buffalo Bills        |
| Carolina Topcats                                                             | 1996                                                                                | Carolina Panthers    |
| Chicago Honey Bears                                                          | 1976-1985                                                                           | Chicago Bears        |
| Cincinnati Ben–Gals                                                          | 1976                                                                                | Cincinnati Bengals   |
| Dallas Cowboys Cheerleaders                                                  | 1960                                                                                | Dallas Cowboys       |
| Denver Broncos Cheerleaders                                                  | 1977                                                                                | Denver Broncos       |
| Detroit Lions Cheerleaders                                                   | 2016                                                                                | Detroit Lions        |
| Green Bay Packers Cheerleaders Green Bay Packerettes Golden Girls Sideliners | Packerettes 1950s Golden Girls 1961-1972 Packerettes 1973-1977 Sideliners 1977-1986 | Green Bay Packers    |
| Houston Texans Cheerleaders                                                  | 2002                                                                                | Houston Texans       |
| Indianapolis Colts Cheerleaders                                              | 1984 (como Baltimore Colts Cheerleaders entre 1954 e 1983)                          | Indianapolis Colts   |
| Jacksonville Roar                                                            | 1995                                                                                | Jacksonville Jaguars |
| Jets Flight Crew                                                             | 2006                                                                                | New York Jets        |
| Kansas City Chiefs Cheerleaders                                              | Década de 1960                                                                      | Kansas City Chiefs   |
| Los Angeles Charger Girls                                                    | 1990                                                                                | Los Angeles Chargers |
| Los Angeles Rams Cheerleaders (f.k.a. Embraceable Ewes)                      | 1974                                                                                | Los Angeles Rams     |
| Miami Dolphins Cheerleaders                                                  | 1966                                                                                | Miami Dolphins       |
| Minnesota Vikings Cheerleaders                                               | 1984 profissional / oficial                                                         | Minnesota Vikings    |
| New England Patriots Cheerleaders                                            | 1977                                                                                | New England Patriots |
| Oakland Raiderettes                                                          | 1961                                                                                | Oakland Raiders      |
| Pittsburgh Steelerettes                                                      | 1960-1969                                                                           | Pittsburgh Steelers  |
| Philadelphia Eagles Cheerleaders                                             | 1948                                                                                | Philadelphia Eagles  |
| Saintsations                                                                 | 1977                                                                                | New Orleans Saints   |
| San Francisco Gold Rush                                                      | 1979 (como uma equipe colegial antes de iniciar como equipe de all-girl em 1983)    | San Francisco 49ers  |
| Sea Gals                                                                     | 1976                                                                                | Seattle Seahawks     |
| Tampa Bay Buccaneers Cheerleaders (chamado SwashBucklers entre 1976 e 1999)  | 1976                                                                                | Tampa Bay Buccaneers |
| Tennessee Titans Cheerleaders                                                | 1975                                                                                | Tennessee Titans     |
| Washington Redskins Cheerleaders (f.k.a. Redskinettes)                       | 1962                                                                                | Washington Redskins  |

As seguintes equipes da NFL nunca tiveram cheerleaders durante suas respectivas histórias:
- Cleveland Browns
- New York Giants